# Universidad Politécnica Territorial José Antonio Anzoátegui
La Universidad Politécnica Territorial José Antonio Anzoátegui, más conocida por sus siglas UPTJAA, es una universidad pública con carácter de politécnica ubicada en la ciudad de El Tigre, y Anaco, estado Anzoátegui,  en el oriente de Venezuela. Fue fundada 9 de junio de 1978 en el marco de un programa para el desarrollo regional. Cuya misión es la de formar profesionales, enmarcados en los Programas Nacionales de Formación.

## Historia
Antes llamada Instituto Universitario de Tecnología José Antonio Anzoátegui (IUTJAA) fue creada por el presidente Carlos Andrés Pérez bajo decreto de fecha 6 de mayo de 1977, y número 2483, mediante gestiones de la comisión organizadora para la creación del Instituto Universitario Politécnico de El Tigre, encabezadas por el profesor Juan Medina Lugo, cristalizándose así con este decreto las aspiraciones de los habitantes de la zona suroriente del estado Anzoátegui de tener una casa de estudios universitarios de un alcance educativo de incalculables proporciones, no sólo para los habitantes de esta ciudad como sede, sino que le abría los brazos a toda la zona sur del estado Anzoátegui, la zona norte del estado Bolívar y en buena medida a los estudiantes de los estados vecinos como Monagas y Guarico.
El 9 de junio de 1978, a las 9 a. m., Carlos Andrés Pérez, en su condición de presidente de la República de Venezuela, dictó la clase magistral para dejar inaugurado el Instituto Universitario de Tecnología de El Tigre (IUTET) nombre con el cual fue establecido inicialmente. Para 1989  se crea la extensión del IUTET en Pariaguan, fue fundada por iniciativa de un grupo de personas las cuales representaban el Rotari Club en la localidad para ese entonces quieres gestionaron antes las autoridades universitarias la instalación de la ya señalada extensión.
El 2 de mayo de 2014 Por medio del Decreto N° 936, en Gaceta oficial N° 40.403, la Presidencia de la República creó la Universidad Politécnica Territorial José Antonio Anzoátegui, la cual surge de la transformación del Instituto Universitario de Tecnología del mismo nombre.

Logo IUTJAA

## Campus

### Sede principal
Se ubica en la Carretera Nacional El Tigre Ciudad Bolívar en el kilómetro 8, Ciudad Universitaria. El campus universitario principal se constituye de tres sectores principales (A , B y C), una biblioteca, un auditorio principal un área deportiva, dos estacionamientos, un comedor. Además de contar con transporte gratuito universitario con rutas establecidas a buena parte de la localidad.

### Extensiones
Con el propósito de avanzar en el crecimiento de la institución profesional anzoatiguense y de apoyar sus actividades de docencia, investigación y extensión, la institución cuenta con otras unidades académicas dentro del estado Anzoátegui , las cuales son:
- Pariaguán
- Barcelona
- Anaco

## Organización

### Autoridades
El Consejo Directivo es la máxima autoridad de la Institución y está integrado por: El Director, quien lo preside, los Subdirectores, los Jefes de División, un Representante de los Profesores, un Representante de los Estudiantes y un Representante de los Egresados. El Consejo Directivo sesiona con la mitad más uno de sus miembros. Las decisiones del Consejo Directivo se toman por mayoría absoluta de votos.
El Consejo Académico es un cuerpo colegiado de asesoramiento al Consejo Directivo, y está integrado por: El Director, quien lo preside, los Subdirectores, los Jefes de División, los Jefes de Departamentos Académicos, el representante Profesoral, un Representante Estudiantil y un Representante de los Egresados.
Consejo de Departamentos  son organismos asesores al Consejo Académico y están integrados por el Jefe de Departamento Académico, quien lo preside, los Jefes de Áreas y Secciones y los Profesores adscritos a cada Departamento.

### Oferta académica
- Ciencias del Agro y del Mar

PNF en Agroalimentación (Sede El Tigre)
PNF en Agroalimentación  (Sede Pariaguán)
- Ciencias Sociales

PNF en Administración (Sede El Tigre)
PNF en Administración (Sede Pariaguán)
PNF en Turismo (Sede Puerto La Cruz)
PNF en Administración: Banca y Finanzas (Sede Puerto La Cruz)
Administración de Personal (Sede Anaco)
PNF en Contaduría Pública (Sede El Tigre)
PNF en Contaduría Pública (Sede Anaco)
- Ingeniería, Arquitectura y Tecnología

PNF en Procesos Químicos (Sede El Tigre)
PNF en Química (Sede El Tigre)
PNF en Ingeniería de Mantenimiento (Sede El Tigre)
PNF en Mecánica (Sede El Tigre)
PNF en Electricidad (Sede Pariaguán)
PNF en Electricidad (Sede El Tigre)
PNF en Electricidad (Sede Anaco)
PNF en Informática (Sede El Tigre)
PNF en Informática (Sede Barcelona)
- Ciencias de la Educación y Ciencias del Deporte

Educación Preescolar (Sede Puerto La Cruz)